# 富西尼亚克
富西尼亚克（法語：Foussignac，法語發音：[fusiɲak]）是法国夏朗德省的一个市镇，属于干邑区。

## 地理
富西尼亚克（45°42'49"N, 0°7'26"W）面积15.14 平方千米，位于法国新阿基坦大区夏朗德省，该省份为法国西部内陆省份，北起德塞夫勒省和维埃纳省，东临上维埃纳省，东南至多尔多涅省，南至多爾多涅省，西接滨海夏朗德省。
与富西尼亚克接壤的市镇（或旧市镇、城区）包括：弗勒拉克、雅纳克、梅里尼亚克、莱梅泰里、锡戈涅、特里亚克-洛特赖、沃鲁亚克。

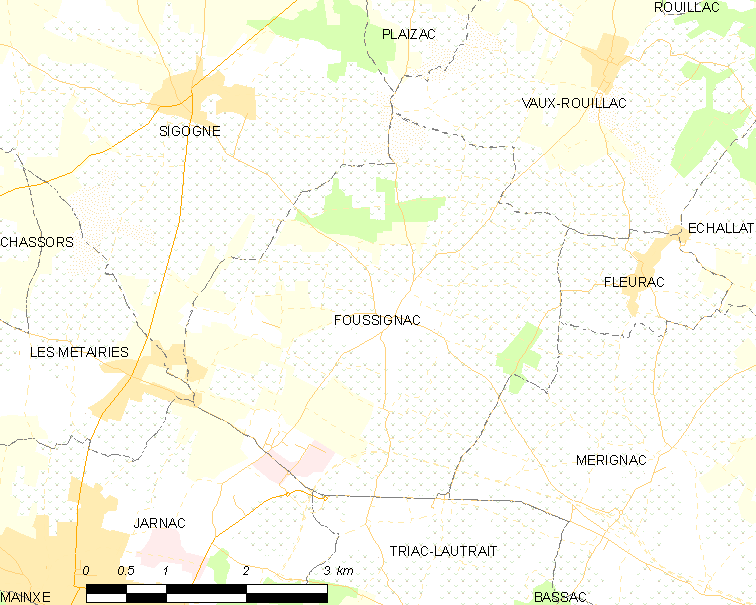
富西尼亚克的OSM定位图

富西尼亚克的时区为UTC+01:00、UTC+02:00（夏令时）。

## 行政
富西尼亚克的邮政编码为16200，INSEE市镇编码为16145。

## 政治
富西尼亚克所属的省级选区为雅纳克县。

## 人口

1962-2008年间富西尼亚克人口变化图示

富西尼亚克于2022年1月1日时的人口数量为656人。